# 娜塔莎·克尔斯马诺维奇
娜塔莎·克尔斯马诺维奇（羅馬化：Nataša Krsmanović，1985年6月19日—），塞尔维亚女子排球运动员。她曾代表塞尔维亚参加2008年和2012年夏季奥林匹克运动会排球比赛，最好名次为2008年奥运会的第五名。